# Hendrik Goeman Borgesius
Hendrik Goeman Borgesius (Schildwolde, 11 januari 1847 – Den Haag, 18 januari 1917) was in Nederland een vooraanstaand liberaal politicus.
Aanvankelijk studeerde Goeman Borgesius aan de Rijksuniversiteit Groningen theologie, maar hij stapte over naar de rechten, waarin hij in 1868 afstudeerde en hij werd leraar handelswetenschappen in Winschoten en Zutphen. Voor het dagblad Het Vaderland versloeg hij de Frans-Pruisische Oorlog, waarna hij van 1871 tot 1877 hoofdredacteur was van deze krant.
In 1877 werd hij lid van de Tweede Kamer, wat hij tot zijn dood 40 jaar later zou blijven. Hij vertegenwoordigde achtereenvolgens de kiesdistricten Winschoten, Veendam, Zutphen, Enkhuizen, Rotterdam en ten slotte Emmen.
Na het uiteenvallen van de liberalen in 1885 werd hij leider van de Liberale Unie, de grootste van de drie liberale partijen. Hij was een van de gangmakers van de parlementaire enquête naar de toestand in fabrieken en werkplaatsen (1886) die de aanleiding vormde voor de Arbeidswet 1890. Daarnaast nam hij, sinds 1879 tevens voorzitter van de Volksbond tegen Drankmisbruik,  het initiatief tot het invoeren van een vergunningenstelsel voor slijterijen en cafés.

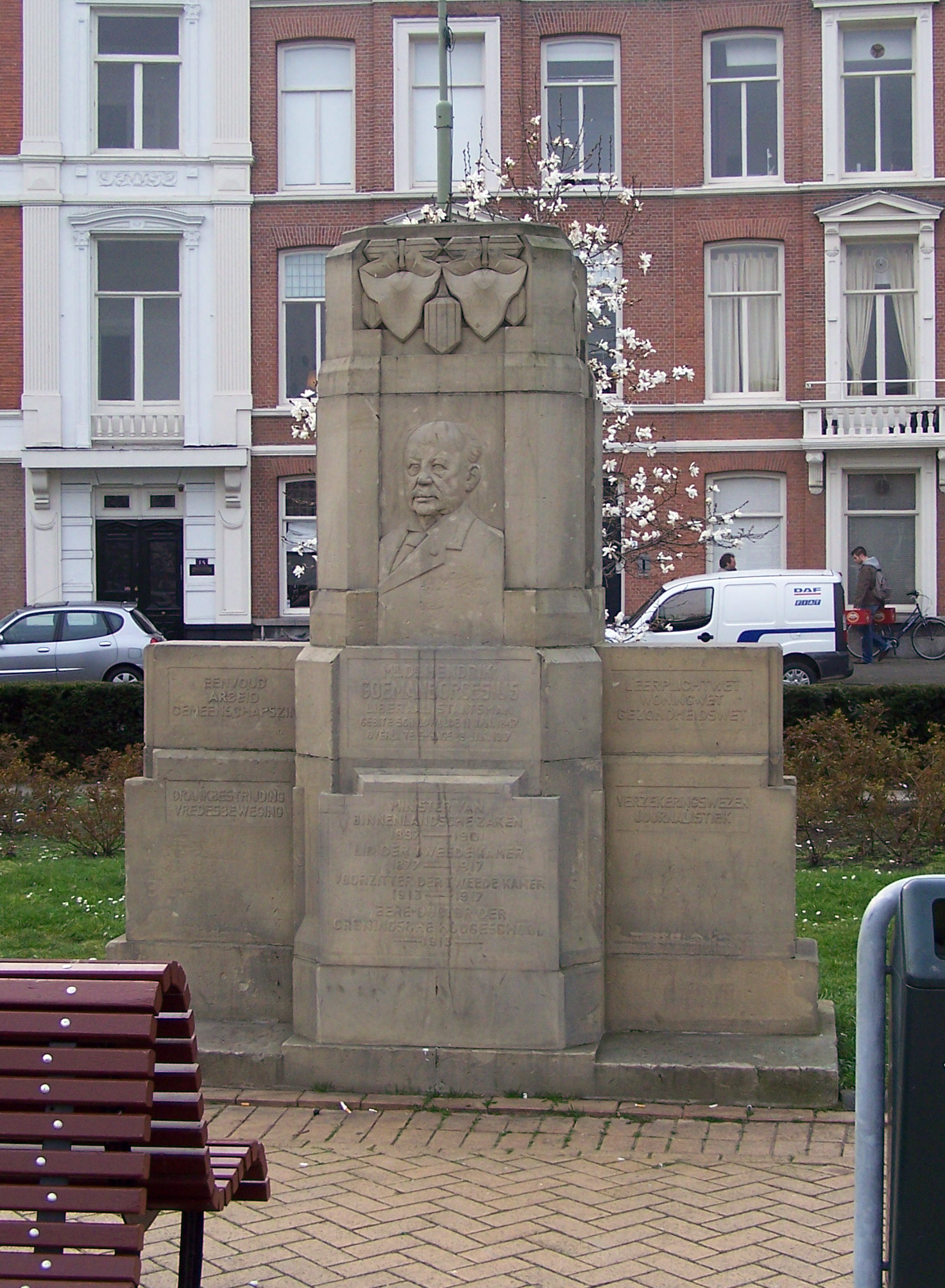
Monument voor Hendrik Goeman Borgesius in Den Haag aan het Prins Hendrikplein. Gemaakt door J.C. Altorf in 1924

Van 1897 tot 1901 was Borgesius minister van Binnenlandse Zaken in het kabinet-Pierson. Hij bracht in die periode wetgeving tot stand die een eeuw later nog als baanbrekend geldt: de Leerplichtwet 1900, de Woningwet 1901 en de Ongevallenwet 1901. Aan de onderwerpen kan men zien, hoe breed toen het werkterrein was van het Ministerie van Binnenlandse Zaken. Genoemde wetten zouden nu waarschijnlijk vallen onder respectievelijk Onderwijs, Volkshuisvesting en Sociale Zaken. Door deze sociale wetten wordt hij ook wel de vader van de verzorgingsstaat genoemd.
In 1905 behaalden liberalen en socialisten, samen "links" in parlementaire termen, 52 van de 100 Kamerzetels. De formatie-opdracht ging naar Borgesius, die behalve zijn eigen Liberale Unie slechts de Vrijzinnig Democratische Bond meekreeg. De conservatieve Oud-Liberalen van Willem Hendrik de Beaufort en de SDAP van Pieter Jelles Troelstra gingen niet verder dan gedoogsteun. Het kabinet beschikte zo over slechts 35 van de 100 Kamerzetels.
Borgesius voelde onder deze omstandigheden niets voor het premierschap. Ook de door hem aangezochte Cort van der Linden en de vrijzinnige leider Drucker weigerden.
Het werd een kabinet van de tweede garnituur onder leiding van Theo de Meester, tot dan toe vicevoorzitter van de Raad van Indië. Het zou geen lang leven beschoren zijn. Borgesius zelf keerde niet terug als minister. Toen de liberalen en socialisten in 1913 opnieuw de meerderheid verkregen, werd hij voorzitter van de Tweede Kamer. Dat was hij nog, toen hij in 1917 stierf.
De Rijksuniversiteit Groningen verleende Borgesius een eredoctoraat in de medicijnen, vanwege zijn rol in het opstellen van wetten betreffende de volksgezondheid.
In 1906 werd hij benoemd tot Commandeur in de orde van de Nederlandse Leeuw. Zijn zoon Arius Hendrik Goeman Borgesius (1883-1961) was 33 jaar lang burgemeester van Steenwijk.
- Bibliothèque nationale de France: cb15025987v (data)
- Biografisch Portaal: 26429429
- Gemeinsame Normdatei: 129088951
- International Standard Name Identifier: 0000 0000 5061 7325
- Library of Congress Control Number: nr2004024690
- Nederlandse Thesaurus van Auteursnamen: 070052107
- Parlement.com: vg09ll141orz
- Virtual International Authority File: 13378764
- WorldCat: E39PBJpPGtdwTVXGPh7QRyYgKd